# Karl Rambusch
Karl Rambusch (* 15. Januar 1918 in Jena; † 25. Juni 1999 in Berlin) war ein deutscher Physiker, Widerstandskämpfer und Kerntechniker.

## Leben
Karl Rambusch erlernte den Beruf eines Feinmechanikers bei den Carl-Zeiss-Werken in Jena und arbeitete dort von 1936 bis 1938. Ab 1938 studierte Rambusch am Technikum Hildburghausen. In der Zeit des NS-Regimes beteiligte er sich an den Widerstands-Aktivitäten der Neubauer-Poser-Gruppe. In den letzten Kriegstagen ließ er mit einer Sprengladung die NSDAP-Kreisleitung Jena in die Luft fliegen, so dass die Organisation des Volkssturms stark behindert wurde.
Nach dem Zweiten Weltkrieg studierte er von 1946 bis 1952 Physik an Friedrich-Schiller-Universität Jena und war, beginnend während seines Studiums, an der Entwicklung des ersten Elektronenmikroskops in der DDR beteiligt. 1953 wurde er Leiter des Nautisch-Hydrographischen Instituts in Berlin-Friedrichshagen. 1955 wurde er Leiter des Amtes für Kernforschung und Kerntechnik. Im November desselben Jahres wurde er außerdem Sekretär des Wissenschaftlichen Rates für die friedliche Anwendung der Atomenergie. Rambusch war maßgeblich am Aufbau des aus der Sowjetunion gelieferten ersten Forschungsreaktors im Zentralinstitut für Kernforschung in Rossendorf im Jahr 1957 beteiligt. Außerdem bereitete er als Direktor des VEB Entwicklung und Projektierung kerntechnischer Anlagen den Aufbau des Kernkraftwerkes Rheinsberg vor, dessen Direktor er 1963–1966 und 1967–1969 war. 1966–1969 war er auch Generaldirektor der VEB Kombinat Kernenergetik und anschließend bis zu seinem Eintritt in den Ruhestand 1978 technischer Direktor im VEB Kombinat Kraftwerksanlagenbau.
Rambusch wurde 1975 zum korrespondierenden Mitglied der Akademie der Wissenschaften der DDR gewählt. 1974 erhielt er den Vaterländischen Verdienstorden in Silber und 1978 in Gold.